# Котко Майя Іванівна
Майя Іванівна Котко (нар. 2 травня 1949, селище Шишаки, тепер Шишацького району Полтавської області) — українська радянська діячка, вчителька Березнівської середньої школи № 2 Рівненської області. Депутат Верховної Ради УРСР 10—11-го скликань.

## Біографія
Освіта вища. Закінчила Полтавський державний педагогічний інститут імені Короленка.
У 1971—1976 роках — вчителька хімії Березнівської восьмирічної школи Рівненської області.
З 1976 року — вчителька хімії Березнівської середньої школи № 2 Рівненської області.
Потім — на пенсії в селищі Березне Рівненської області.

## Нагороди
- ордени
- медалі
- відмінник народної освіти Української РСР